# Marios Panayi
Marios Panayi (Grieks: Μάριος Παναγή, (Nicosia, 4 juni 1980) is een Cypriotisch voormalig voetbalscheidsrechter. Hij was in dienst van FIFA en UEFA tussen 2010 en 2014. Ook leidde hij tot 2014 wedstrijden in de A Divizion.
Op 8 juli 2010 maakte Panayi zijn debuut in Europees verband tijdens een wedstrijd tussen Glentoran en KR Reykjavík in de voorrondes van de UEFA Europa League; het eindigde in 2–2 en de Cypriotische leidsman gaf drie gele kaarten en één rode. Zijn eerste interland floot hij op 29 februari 2012, toen Armenië met 3–1 won van Canada. Tijdens dit duel gaf Panayi drie gele kaarten.

## Interlands
| Datum            | Plaats                 | Wedstrijd             | Uitslag | Competitie           | Kreeg geel | Kreeg voor de tweede keer geel en dus rood | Weggestuurd |
| ---------------- | ---------------------- | --------------------- | ------- | -------------------- | ---------- | ------------------------------------------ | ----------- |
| 29 februari 2012 | Limasol, Cyprus        | Armenië – Canada      | 3 – 1   | Vriendschappelijk    | 3          | 0                                          | 0           |
| 16 oktober 2012  | Serravalle, San Marino | San Marino – Moldavië | 0 – 2   | WK 2014 kwalificatie | 5          | 0                                          | 0           |